# تل الجزر (كيبوتس)
تل الجزر (بالعبرية: גֶּזֶר) هو مُسْتَوطَنَة\كيبوتس موجود وسط إسرائيل. يقع في وادي الخليل بين مدن موديعين-مكابيم-ريعوت والرملة ورحوفوت، ويتبع للسلطة القضائية الخاصة بمجلس إقليم تل الجزر. في 2019م، بلغ عدد سكانه 287 فردًا. وقد بُنِيَت هذه المستوطنة على أرض قرية القُبَاب الفلسطينية بعد احتلالها.